# Regno di Ergyng

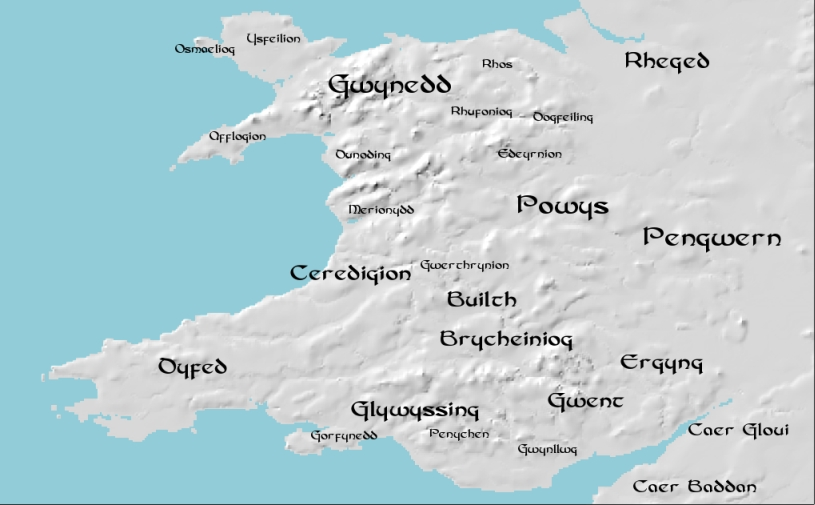
Il Galles nel V secolo.

Il regno di Ergyng (Archenfield) era un regno altomedievale del
Galles, che si trovava a sud del Powys e ad est del Gwent, nell'area a sud dell'odierno Herefordshire, a nord di Monmouth e ad ovest del fiume Wye. La sua capitale era Caer Aricon (Weston under Penyard), da cui sembra derivare il nome del regno: Arcing = Ercing = Ergyng.
All'inizio l'area era parte del regno del Glywysing (oggi Glamorgan) e del Gwent, anche se sembra essere diventato indipendente con re Peibio Clafrog attorno alla metà del VI secolo. Peibio era nonno di san Dubricio, primo vescovo dell'Ergyng e importante figura dell'intellighenzia cristiana nel Galles del sud. Il cugino di Dubricio, Gwrgan Fawr, fu uno dei sovrani più importanti (pare che abbia conquistato il Glamorgan fino al fiume Neath). Tuttavia, suo nipote
Athrwys potrebbe essere stato l'ultimo sovrano di un regno indipendente. Sembra infatti che dopo la sua morte (655) il reame cadde nelle mani del Gwent. Subì anche la pressione del Wessex e dell'Hwicce. 
Alla fine, l'Ergyng divenne un cantref amministrativo e prima della conquista normanna cadde in mano inglese.